# Kari Traa
Kari Traa (* 28. Januar 1974 in Voss) ist eine ehemalige norwegische Freestyle-Skierin. Sie war 16 Jahre im Weltcup erfolgreich, wurde 2002 Olympiasiegerin und ist vierfache Weltmeisterin und zählt damit zu den erfolgreichsten Freestylern Norwegens.

## Werdegang

### Erste Erfolge als Juniorin
Traa, die für den Voss Freestyle Klubb gab ihr internationales Debüt im Alter von 16 Jahren am 16. März 1990 im Freestyle-Skiing-Weltcup. Nach einem 20. Platz in La Clusaz, erreichte Traa bei den International Youth Championships in Pyhätunturi den fünften Platz auf der Buckelpiste. Zum Ende der Weltcupsaison 1990/91 gelang ihr in ihrer Heimatstadt Voss mit dem 13. Rang erstmals der Gewinn von Weltcup-Punkten.
Bei den International Youth Championships 1991 in Le Sauze gewann sie Bronze auf der Buckelpiste. In die Saison 1991/92 startete sie erfolgreich mit einem Punktgewinn in Tignes und ihrem ersten Top-10-Platz in Piancavallo. Bei den Olympischen Winterspielen 1992 in Albertville startete sie ebenfalls auf der Buckelpiste und landete als zweitbeste Norwegerin am Ende auf dem 14. Platz. Die gleiche Platzierung hatte sie zuvor auch in der Qualifikation einfahren können.

### Aufstieg in die Weltspitze
Nach den Olympischen Spielen pausierte Traa für ein Jahr im Weltcup und trat erst im Dezember 1993 wieder an. Im Januar 1994 hatte sie zurück in die Weltspitze gefunden und landete in Breckenridge mit dem 15. Platz wieder einen Punktegewinn im Weltcup. Bei den Freestyle-Skiing-Weltmeisterschaften 1995 belegte sie auf der Buckelpiste am Ende den 17. Platz. Im Dezember 1995 startete Traa in Tignes erstmals auch in der Disziplin Synchron-Buckelpiste (engl. Dual-Moguls) und gewann nach dem neu eingeführten Punktesystem auch hier auf Anhieb erste Weltcup-Punkte.
Am 19. Januar 1996 gelang Traa in Breckenridge mit Rang drei auf der Buckelpiste der erste Podestplatz. Am Ende der Saison 1995/96 belegte sie in der Buckelpiste-Gesamtwertung Rang sechs, in der Synchron-Buckelpiste-Gesamtwertung Rang 19 und in der Weltcup-Gesamtwertung Rang 22. Zu Beginn der Saison 1996/97 in gelang ihr eine weitere Leistungssteigerung, so dass sie am 9. Januar 1997 in Mont-Tremblant ihr erstes Weltcup-Rennen gewinnen konnte. Diesen Erfolg wiederholte sie kurz darauf in Lake Placid. Auch in Breckenridge wäre ihr dieser Erfolg fast gelungen, jedoch musste sie sich dort mit 0,05 Punkten hinter der Lokalmatadorin Donna Weinbrecht als zweite aufs Podest stellen. Bei den Freestyle-Skiing-Weltmeisterschaften 1997 landete Traa auf einem guten fünften Rang.
Nachdem sie am 21. Februar 1997 erstmals auch auf der Synchron-Buckelpiste einen Podestplatz erreichte, gewann sie nur eine Woche in gleicher Disziplin den Wettbewerb in Meiringen-Hasliberg. Zu Beginn der Olympiasaison 1997/98 konnte Traa in La Plagne und in Blackcomb erneut als dritte das Podest erreichen, bevor sie bei den Olympischen Winterspielen 1998 in Nagano hinter Tae Satoya und Tatjana Mittermayer Bronze auf der Buckelpiste gewann.
Nach weiteren Weltcupsiegen in Tandådalen und Zauchensee konnte Traa am Ende der Weltcup-Saison 1997/98 ihren ersten Gesamtsieg in der Synchron-Buckelpiste-Wertung feiern. Auch in der Gesamtwertung der Buckelpiste konnte sie sich als Fünfte gut platzieren.
In die Weltcup-Saison 1998/99 startete Traa erst im Januar 1999. Nach guten Top-10-Platzierungen und einem 12. Platz in Heavenly, stand sie Ende Januar in Blackcomb als Dritte wieder auf dem Podium. Bei den Freestyle-Skiing-Weltmeisterschaften 1999 in Hasliberg gewann Traa in beiden Disziplinen die Silbermedaille. Nach der Weltmeisterschaft startete sie im Europacup und gewann beide Rennen in Eikedalen.

### Dominanz im Weltcup
Die Saison 1999/2000 begann Traa mit drei Siegen in Tandådalen und Blackcomb. Nach einem zwölften Rang in Deer Valley gewann sie zudem das Buckelpiste-Rennen in Mont-Tremblant. Nachdem sie in der Folge ebenfalls mehrere Podestränge erreichte, landete sie am Saisonende in der Synchron-Buckelpiste-Wertung nach 1997/98 erneut auf dem ersten Rang. In dieser Saison lag sie jedoch auch in der Weltcup-Gesamtwertung als siebente auf einem sehr guten Rang.
In die folgende Saison startete Traa mit einem Sieg und einem zweiten Rang in Tignes und Deer Valley sowie einem Sieg in Mont-Tremblant. Damit kam sie als Favoritin zu den Freestyle-Skiing-Weltmeisterschaften 2001 in Whistler. Dort wurde sie ihrer Favoritenrolle gerecht und gewann in beiden Buckelpisten-Disziplinen die Goldmedaille. Als Weltmeisterin gewann sie nur eine Woche später das Rennen in Sunday River und eine weitere Woche später ebenfalls den Wettbewerb im japanischen Inawashiro. Bis auf einen fünften Rang in Himos stand sie nach der Weltmeisterschaft bis zum Saisonende immer auf dem Podium. Am Ende feierte sie ihren ersten Sieg in der Buckelpiste-Gesamtwertung. In der Weltcup-Gesamtwertung wurde sie am Ende mit nur einem Punkt durch die Australierin Jacqui Cooper auf den zweiten Rang verwiesen.
In der folgenden Saison 2001/02 setzte es sich Traa zum Ziel, die Gesamtwertung in ihrem elften Jahr im Weltcup endlich zu gewinnen. Vielversprechend begann sie die Saison mit zwei Siegen in Tignes und Steamboat. Auch in Saint Lary und Lake Placid stand sie ganz oben auf dem Podium. Bei den Olympischen Winterspielen 2002 in Salt Lake City gewann sie nach Bronze 1998 die Goldmedaille auf der Buckelpiste. Nach diesem Erfolg gewann sie auch das Saisonfinale in Ruka und damit am Ende auch deutlich die Weltcup-Gesamtwertung sowie auch wiederholt die Disziplinenwertung auf der Buckelpiste.
Auch in der Saison 2002/03 war sie wieder erfolgreich und gewann nach einem sechsten Rang in Tignes bereits das zweite Rennen in Sauze d’Oulx. Nach weiteren guten Ergebnissen startete Traa bei den Freestyle-Skiing-Weltmeisterschaften 2003 in Deer Valley und gewann nach 2001 zum zweiten Mal beide Titel. Nachdem sie bis Saisonende erneut die Führung in der Weltcup-Gesamtwertung nicht mehr aus der Hand gab, verteidigte sie zum ersten Mal ihren Titel. In den Disziplinenwertungen lag sie auf den Rängen zwei und drei.
In der Saison 2003/04 konnte Traa nicht mehr durchweg Siege oder Podestränge erreichen, sondern landete in einzelnen Rennen sogar abseits der besten zehn. Trotzdem reichte es am Ende zum dritten Mal in Folge für den Gesamtsieg im Weltcup.

### Leistungseinbruch und Karriereende
Mit nunmehr 30 Jahren startete Traa als Titelverteidigerin in die Saison 2004/05. Nach einem zweiten Rang in Tignes und einem neunten Rang in Mont-Tremblant erhielt Traas Karriere in Lake Placid mit Rang 30 auf der Buckelpiste nach den Erfolgen im Vorjahr erstmals einen Dämpfer. Zwar konnte sie sich in Fernie mit einem Sieg in der Weltspitze zurückkämpfen, jedoch blieben Erfolge wie dieser immer mehr die Ausnahme. Bei den Freestyle-Skiing-Weltmeisterschaften 2005 in Ruka gewann sie noch einmal Silber auf der Synchron-Buckelpiste und beendete im Anschluss die Saison als Sechste der Weltcup-Gesamtwertung sowie auf Rang zwei der Buckelpiste-Gesamtwertung.
In der Saison 2005/06 erreichte sie noch einmal drei Weltcup-Siege, bevor sie bei den Olympischen Winterspielen 2006 in Turin mit der Silbermedaille auf der Buckelpiste ihre olympische Medaillensammlung komplettierte. Nach einem weiteren zweiten Rang in Jisan und einem 23. Platz in Inawashiro beendete sie zum Abschluss des Weltcups das Rennen in Apex auf dem fünften Rang. Damit lag sie am Ende in der Buckelpisten-Gesamtwertung erneut auf dem zweiten Rang. In der Weltcup-Gesamtwertung reichte es nur zu Rang fünf. Obwohl ein Aufwärtstrend erkennbar war, war es ihr letzter Start im Weltcup.
Ihre internationale Karriere beendete sie mit dem Start bei den Freestyle-Skiing-Weltmeisterschaften 2007 in Madonna di Campiglio, wo sie auf der Buckelpiste noch einmal den elften Rang herausfuhr.

## Außerhalb des Sports
Außerhalb des Sports erreichte Traa besondere mediale Aufmerksamkeit, nachdem sie sich 2001 in erotischen Posen für das Magazin Ultrasports ablichten ließ. 2002 gründete Traa ein Bekleidungsunternehmen, für dessen Kollektionen sie zweimal Preise gewann. 2006 veröffentlichte sie ihre Biografie Kari. Nach dem Ende ihrer Karriere kümmerte sich Traa um die Förderung des Nachwuchses und war bei der Organisation diverser Weltcup-Veranstaltungen beteiligt. Sie gehört unter anderem zu den Organisatoren der Ekstremsportveko (dt. Extremsportwoche), eines mittlerweile international anerkannten Extremsportfestivals.
Traa wurde 2002 vom norwegischen Magazin MANN zur „Sexiest woman in Norway“. 2003 und 2004 wählten sie Her og Nå und TV 2 Nettavisen zur „Most sexy woman“. Diesen Titel erhielt verpasste sie 2007 bei der Wahl der TV-Sendung God kveld, Norge! nur knapp und wurde hinter Tone Damli Aaberge Zweite.

## Erfolge

### Olympische Spiele
- Albertville 1992: 14. Moguls
- Nagano 1998: 3. Moguls
- Salt Lake City 2002: 1. Moguls
- Turin 2006: 2. Moguls

### Weltmeisterschaften
- La Clusaz 1995: 17. Moguls
- Nagano 1997: 5. Moguls
- Meiringen-Hasliberg 1999: 2. Moguls, 2. Dual Moguls
- Whistler 2001: 1. Moguls, 1. Dual Moguls
- Deer Valley 2003: 1. Moguls, 1. Dual Moguls
- Ruka 2005: 2. Dual Moguls, 15. Moguls
- Madonna di Campiglio: 11. Moguls

### Weltcupwertungen
| Saison  | Gesamt | Gesamt | Moguls | Moguls | Dual Moguls | Dual Moguls | Skicross | Skicross | Halfpipe | Halfpipe |
| Saison  | Platz  | Punkte | Platz  | Punkte | Platz       | Punkte      | Platz    | Punkte   | Platz    | Punkte   |
| ------- | ------ | ------ | ------ | ------ | ----------- | ----------- | -------- | -------- | -------- | -------- |
| 1991/92 | 52.    | 1      | 20.    | 9      | –           | –           | –        | –        | –        | –        |
| 1993/94 | 74.    | 17     | 30.    | 136    | –           | –           | –        | –        | –        | –        |
| 1994/95 | 53.    | 38     | 20.    | 264    | –           | –           | –        | –        | –        | –        |
| 1995/96 | 22.    | 74     | 6.     | 588    | 19.         | 76          | –        | –        | –        | –        |
| 1996/97 | 17.    | 84     | 6.     | 420    | 8.          | 268         | –        | –        | –        | –        |
| 1997/98 | 13.    | 86     | 5.     | 516    | 1.          | 344         | –        | –        | –        | –        |
| 1998/99 | 15.    | 75     | 8.     | 300    | 6.          | 184         | –        | –        | –        | –        |
| 1999/00 | 7.     | 89     | 5.     | 444    | 1.          | 372         | –        | –        | –        | –        |
| 2000/01 | 2.     | 97     | 1.     | 484    | –           | –           | –        | –        | –        | –        |
| 2001/02 | 1.     | 100    | 1.     | 600    | 2.          | 212         | –        | –        | –        | –        |
| 2002/03 | 1.     | 125    | 2.     | 676    | 3.          | 204         | 16.      | 84       | –        | –        |
| 2003/04 | 1.     | 104    | 2.     | 867    | –           | –           | 35.      | 15       | 4.       | 120      |
| 2004/05 | 6.     | 52     | 2.     | 571    | –           | –           | –        | –        | –        | –        |
| 2005/06 | 5.     | 53     | 2.     | 586    | –           | –           | –        | –        | –        | –        |

### Weltcupsiege
Traa errang im Weltcup 62 Podestplätze, davon 36 Siege:
| Datum             | Ort                   | Land       | Disziplin   |
| ----------------- | --------------------- | ---------- | ----------- |
| 9. Januar 1997    | Mont-Tremblant        | Kanada     | Moguls      |
| 12. Januar 1997   | Lake Placid           | USA        | Moguls      |
| 28. Februar 1997  | Meiringen-Hasliberg   | Schweiz    | Dual Moguls |
| 10. März 1998     | Hundfjället           | Schweden   | Dual Moguls |
| 14. März 1998     | Altenmarkt-Zauchensee | Österreich | Moguls      |
| 15. März 1998     | Altenmarkt-Zauchensee | Österreich | Dual Moguls |
| 27. November 1999 | Tandådalen            | Schweden   | Dual Moguls |
| 27. November 1999 | Tandådalen            | Schweden   | Moguls      |
| 5. Dezember 1999  | Blackcomb             | Kanada     | Dual Moguls |
| 5. Januar 2000    | Mont-Tremblant        | Kanada     | Moguls      |
| 14. Dezember 2000 | Tignes                | Frankreich | Moguls      |
| 12. Januar 2001   | Mont-Tremblant        | Kanada     | Moguls      |
| 28. Januar 2001   | Sunday River          | USA        | Moguls      |
| 3. Februar 2001   | Inawashiro            | Japan      | Moguls      |
| 11. Februar 2001  | Iizuna Kōgen          | Japan      | Moguls      |
| 1. Dezember 2001  | Tignes                | Frankreich | Moguls      |
| 14. Dezember 2001 | Steamboat             | USA        | Moguls      |
| 11. Januar 2002   | Saint-Lary            | Frankreich | Moguls      |
| 12. Januar 2002   | Saint-Lary            | Frankreich | Moguls      |
| 19. Januar 2002   | Lake Placid           | USA        | Moguls      |
| 16. März 2002     | Ruka                  | Finnland   | Moguls      |
| 7. Dezember 2002  | Sauze d’Oulx          | Italien    | Moguls      |
| 19. Dezember 2002 | Ruka                  | Finnland   | Moguls      |
| 8. Februar 2003   | Steamboat             | USA        | Moguls      |
| 15. Februar 2003  | Inawashiro            | Japan      | Moguls      |
| 2. März 2003      | Voss                  | Norwegen   | Dual Moguls |
| 6. Dezember 2003  | Ruka                  | Finnland   | Moguls      |
| 20. Dezember 2003 | Madonna di Campiglio  | Italien    | Moguls      |
| 30. Januar 2004   | Deer Valley           | USA        | Moguls      |
| 31. Januar 2004   | Deer Valley           | USA        | Dual Moguls |
| 14. März 2004     | Sauze d’Oulx          | Italien    | Moguls      |
| 22. Januar 2005   | Fernie                | Kanada     | Moguls      |
| 18. Februar 2005  | Sauze d’Oulx          | Italien    | Moguls      |
| 7. Januar 2006    | Mont Gabriel          | Kanada     | Moguls      |
| 22. Januar 2006   | Lake Placid           | USA        | Moguls      |
| 4. Februar 2006   | Špindlerův Mlýn       | Tschechien | Moguls      |

### Europacup
- 2 Siege:

| Datum         | Ort       | Land     | Disziplin   |
| ------------- | --------- | -------- | ----------- |
| 19. März 1999 | Eikedalen | Norwegen | Moguls      |
| 20. März 1999 | Eikedalen | Norwegen | Dual Moguls |

### Weitere Erfolge
- Moguls-Bronze bei den Internationalen Jugendmeisterschaften 1991